# هيدأكي أيدا
هيدأكي أيدا (باليابانية: 相田秀晃) هو مجدف ياباني، ولد في 25 أغسطس 1943.

## وصلات خارجية
- هيدأكي أيدا على موقع الاتحاد الدولي للتجديف (الإنجليزية)
- هيدأكي أيدا على موقع اللجنة الأولمبية الدولية (الإنجليزية)
- هيدأكي أيدا على موقع أوليمبيديا (الإنجليزية)